# Орьев
Орьев (Орлев) — река в Пензенской области России, левый приток Выши (бассейн Волги).. Длина реки составляет 51 км.

## Данные водного реестра
По данным государственного водного реестра России относится к Окскому бассейновому округу, водохозяйственный участок реки — Цна от города Тамбов и до устья, речной подбассейн реки — Мокша. Речной бассейн реки — Ока.
Код объекта в государственном водном реестре — 09010200312110000029683.

## Притоки
Основные притоки (расстояние от устья)
- 22 км: река Липовка
- 29,2 км: река Тяньга
- 33 км: река Пизяевка